# Земплинские говоры

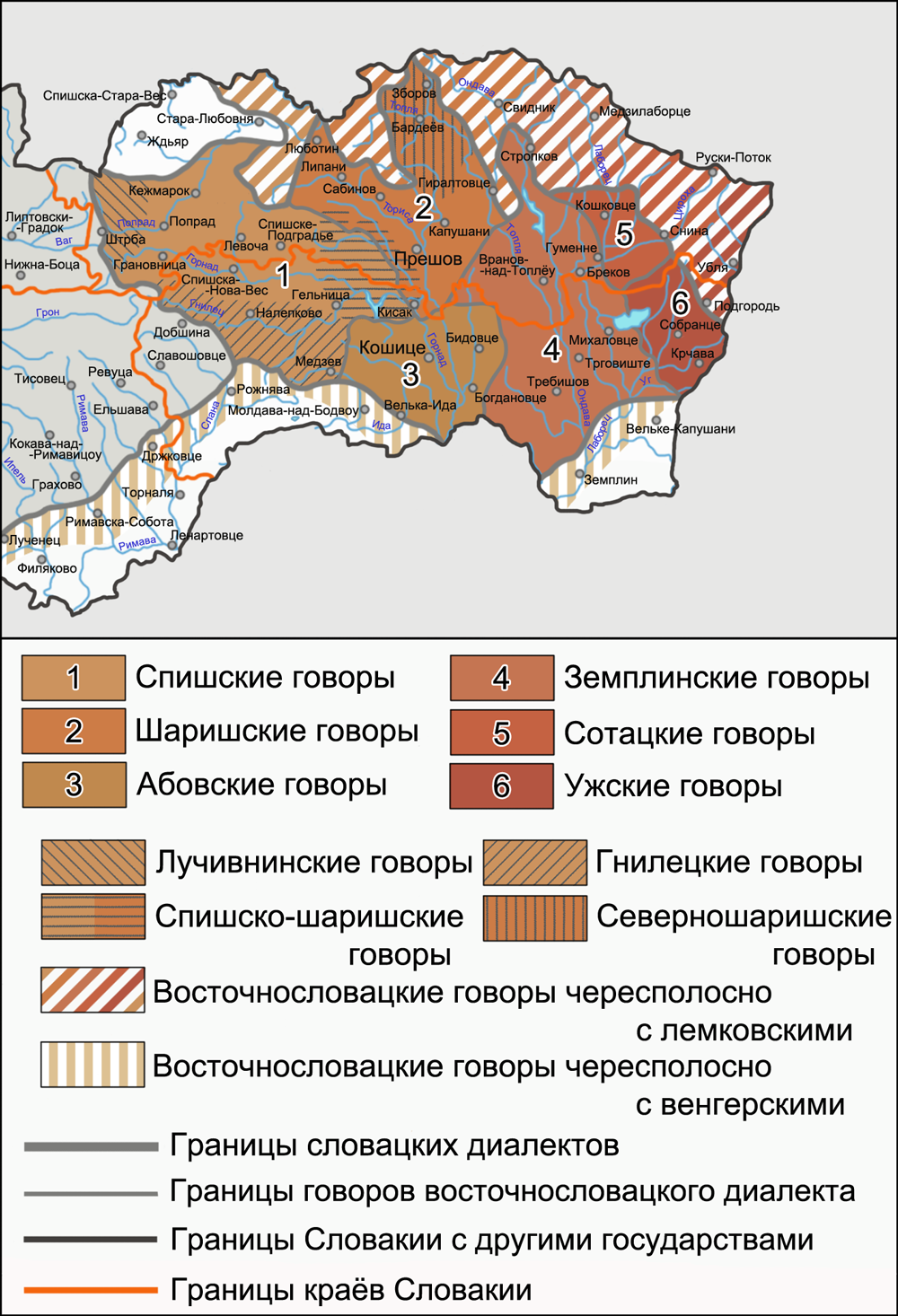
Земплинские говоры на карте восточнословацкого диалекта

Зе́мплинские го́воры (земплинский диалект) (словац. zemplínske nárečie, zemplínčina) — говоры восточнословацкого диалекта, распространённые в восточной и юго-восточной частях восточнословацкого языкового ареала (на территории исторической области Земплин). Входят вместе с сотацкими и ужскими в число восточных восточнословацких говоров согласно классификациям таких диалектологов, как Ф. Буффа (F. Buffa), К. Палкович (K. Palkovič), Р. Крайчович (R. Krajčovič) и других; в классификации, опубликованной в «Атласе словацкого языка» (Atlas slovenského jazyka) под редакцией Й. Штольца (J. Štolc), земплинские вместе с шаришскими (без говоров юго-западного Шариша) относятся к центральным восточнословацким говорам.
Ряд земплинских диалектных черт в числе других восточнословацких черт встречается в говорах словаков украинского Закарпатья.
Среди основных языковых явлений земплинских говоров отмечаются: произношение гласной /o/ в словах типа pisok, statočni; гласной /u/ на месте древней долгой ó в словах типа kuň, stuj, ňebuj śe; гласной /i/ в словах типа hňiu̯,  ch’liu̯,  hňizdo; наличие неслогового [u̯] на месте /v/: stau̯, ou̯ca; согласного [ś] в группе /str/:  śtreda, śtriblo; употребление окончания -oj у одушевлённых существительных мужского рода единственного числа в дательном и местном падежах: sinoj, chlapcoj; форм существительных женского рода единственного числа в дательном и местном падежах типа (na) lukoj, (na) rukoj; форм причастия прошедшего времени типа pik, ňis и т. д.
На базе земплинских говоров во второй половине XVIII века была создана литературная норма, использовавшаяся до начала XX века для издания религиозной литературы кальвинистами восточной Словакии, существовавшая наряду с так называемым светским, или «мирским», вариантом восточнословацкого литературного языка, созданного на основе шаришских говоров.

## Вопросы классификации
В ранний период развития словацкой диалектологии к земплинским говорам по географическому принципу относили говоры Земплинского комитата (Земплинской жупы) — административно-территориальной единицы Венгерского королевства — они противопоставлялись говорам остальных трёх комитатов восточной Словакии — Спишского, Шаришского и Абовского. В современной словацкой диалектологии земплинские говоры включаются либо в восточную, либо в центральную часть восточнословацкого ареала. В классификациях Ф. Буффы (F. Buffa), 1962; И. Котулича (I. Kotulič), 1962; К. Палковича (K. Palkovič), 1981; Р. Крайчовича, 1988, земплинские говоры вместе с сотацкими и ужскими относятся к восточным говорам и противопоставляются западным — спишским, шаришским и абовским. Такое разделение восточнословацких говоров показано на диалектологической карте И. Рипки (I. Ripka), 2001, опубликованной в «Атласе населения Словакии» (Atlas obyvatel’stva Slovenska). При этом Ф. Буффа, как и П. Ондрус (P. Ondrus), 1961, не выделяли сотацкие и ужские говоры как самостоятельные группы говоров, включая их в состав земплинской группы, а Ш. Тобик (Š. Tóbik), 1965, рассматривал как отдельную диалектную единицу ужские говоры, но не выделял из земплинских сотацкие говоры. М. Семянова (M. Semjanová), 1976, в рамках восточных говоров противопоставляла земплинские (включающие верхние, средние и нижние говоры) и сотацко-ужские (включающие соответственно сотацкие и ужские говоры). В классификации, представленной в «Атласе словацкого языка» (Atlas slovenského jazyka), 1968, земплинские вместе с шаришскими (северными и центральными без юго-западных) отнесены к центральным восточнословацким говорам и противопоставлены юго-западным — спишским, абовским и юго-западным шаришским (uhozápadošarišské nárečia), а также восточным — сотацким и ужским. Подобную классификацию Й. Штольц (J. Štolc) приводил позднее в «Словацкой диалектологии» (Slovenska dialektologia) 1994 года.
В большинстве диалектологических исследований словацкого языка (включая карту «Атласа словацкого языка») земплинские говоры рассматриваются как однородный диалектный ареал. Только в работах Ф. Буффы отмечаются диалектные черты особой группы говоров Земплина к югу от Требишова, эту же область упоминал И. Котулич. Первой внутреннюю дифференциацию земплинских говоров предложила М. Семянова, которая выделила в земплинском ареале следующие говоры:
- Верхнеземплинские говоры;
- Среднеземплинские говоры;
- Нижнеземплинские говоры.

## Область распространения
Земплинские говоры распространены в пределах Восточнословацкой низменности (в долине реки Ондава и её притока Топли, а также в долине реки Лаборец), большей частью относящейся к территории исторической области Земплин — в районах Требишов и Михаловце восточной части Кошицкого края и в районе Вранов-над-Топлёу, отчасти в районах Гуменне и Стропков восточной части Прешовского края.
С запада к ареалу земплинских говоров примыкает ареал абовских, с северо-запада — ареал шаришских говоров, на севере земплинские говоры граничат с русинскими говорами лемковского диалекта, на северо-востоке — с сотацкими говорами, на востоке — с ужскими говорами. С юго-востока к земплинским примыкает область словацких диалектно разнородных говоров, распространённых чересполосно с говорами венгерского языка, с юго-запада границы земплинского ареала совпадают со словацко-венгерской границей, ареал земплинских говоров непосредственно примыкает к области распространения венгерского языка.
Преобладание земплинских диалектных черт отмечается в говорах словаков Закарпатской области Украины — в сёлах Анталовцы, Среднее и Забродь, смешанные земплинско-ужские говоры известны в сёлах Доманинцы (Domanynci) и Сторожница, смешанные абовско-шаришско-земплинские говоры распространены в сёлах Долгое, Кольчино, Лисичово, Турьи Реметы, Великий Березный и в городе Перечин.

## Особенности говоров
Земплинские говоры разделяют все диалектные особенности, характерные для восточнословацкого диалекта в целом, в числе которых отмечаются:
1. Сочетания roT-, loT- на месте праславянских сочетаний *orT-, *olT- не под акутовым ударением: lokec «локоть», rokita «ракита», loňi «в прошлом году» и т. п.
2. Наличие на месте праславянского носового ę после губных согласных /e/ (в кратком слоге): meso «мясо», hovedo «скотина», dzevec «девять» и т. п. и /ɪ̯a/ (в долгом слоге): pamɪ̯atka «память», «памятник», dzevɪ̯ati «девятый» и т. п.
3. Отсутствие долгих гласных: mam «(я) имею», davam «(я) даю», luka «луг», dobri «добрый», «хороший» и т. п.
4. Сочетания плавных с гласным на месте слоговых [r̥] и [l̥]: /ar/ (tvardi «твёрдый»); /er/ (śerco «сердце»); /ir/ (virba наряду с vɪ̯erba/verba «верба»); /ri/; /al/ (halboki «глубокий»); /el/ (vil’k/vel’k «волк»); /ol/, /ul/ (polno/pulno «полно»), /lu/ (slunko «солнце»), /li/ (hl’iboko «глубоко»).
5. Изменение мягких /t’/ и /d’/ в [c], [dz]: dzeci «дети», dzedzina «деревня», cixo «тихо», volac «звать» и т. п.
6. Парокситоническое ударение (всегда падающее на предпоследний слог).
7. Окончание существительных -och, общее для форм родительного и местного падежа множественного числа всех трёх родов: bratox «братьев», «о братьях», ženox «женщин», «о женщинах», mestox «городов», «о городах», и окончание -om, общее для форм дательного падежа множественного числа всех трёх родов: bratom «брату», ženom «женщине», mestom «городу»;
8. Окончание -ima в творительном падеже множественного числа прилагательных и местоимений: s tima dobrima «с этими добрыми», z mojima «с моими», ś n’ima «с ними» и т. п.
9. Наличие таких форм прошедшего времени глагола byt’ «быть» как bul «он был», bula «она была», bulo «оно было», bul’i «они были» и другие диалектные черты.

Также земплинские говоры характеризуются местными диалектными чертами, включающими:
1. Наличие гласной /o/, как и в западных абовских говорах, в словах типа pisok, statočni, źl’abok, harčičok, začatok, obraśčok и т. п. В шаришских и спишских говорах ей соответствует гласная /e/: pisek, statečni и т. п.
2. Произношение согласной /v/ в конце слога перед согласной и в конце слова как неслогового [u̯]: stau̯, ou̯ca, lau̯ka, prau̯da и т. п. Подобное произношение встречается в соседних с земплинскими восточных абовских говорах. Для спишских и шаришских говоров характерно оглушение согласной /v/ в конце слога перед согласной и в конце слова в [f]: staf, ofca и т. п.
3. Произношение согласного [ś] в сочетании /str/ в начале слова: śtreda, śtriblo, śtrenuc и т. п. В спишских и шаришских говорах в данном сочетании отмечается произношение звука [s]: streda, striblo и т. п.
4. Наличие /j/ перед сочетанием /sc/: bol’ejsc, ňejsc, kojsc и т. п. В спишских и шаришских говорах /j/ перед сочетанием /sc/ отсутствует: bol’esc, ňesc и т. п.
5. Произношение в большинстве земплинских говоров /u/ (на месте древней долгой ó), как и в большинстве шаришских говоров, в словах типа bul, sul’, stul, kuň, stuj, ňebuj śe и т. п. В абовских и большинстве спишских говоров в словах этого типа произносится /o/: sol’, stol, koň, stoj и т. п.
6. Произношение в большинстве земплинских говоров гласной /i/ в словах типа: hňiu̯,  ch’liu̯,  hňizdo, hvizda, dziu̯ka, bili, śňih, drimac, obid и т. п. Подобное произношение отмечается в большинстве шаришских говоров: hňiv,  ch’lib, śvička, l’iska, hvizda, hňizdo, śmich, dzifka, viter, bili и т. п. В большей части спишских говоров и в абовских говорах отмечается произношение /e/: hňev,  ch’leb, śvečka, l’eska, hňezdo, hvezda, śňeh и т. п. или /je/ в таких словах, как bjeli, dzjefka, śmjech и т. п.
7. Произношение следующих отдельных слов: chrasta, kol’era, gu, kedz, medźi, tot, morjo, vun. В спишских и шаришских говорах распространено такое произношение данных слов, как: krasta, kolera, ku, ked, medzi, ten moro, on.
8. Наличие окончания -oj у одушевлённых существительных мужского рода единственного числа в дательном и местном падежах: sinoj, chlapcoj, majstroj, uchoj, psoj и т. п. Такое же окончание у существительных употребляется в восточных абовских говорах. В спишских и шаришских говорах распространены формы существительных с окончанием -ovi: sinovi, chlapcovi, majstrovi и т. п.
9. Формы существительных женского рода единственного числа в дательном и местном падежах с окончаниями -oj: (na) lukoj, rukoj, (na) nohoj, (pri) macochoj и т. п. Данные формы противопоставлены спишским формам (na) luke, (na) ruke, (na) nohe, (pri) macoche и т. п. и шаришским формам (na) luce, (na) ruce, (na) noźe, (pri) macoše и т. п.
10. Формы причастия прошедшего времени типа pik, ňis, такие же, как и в шаришских говорах. Для спишских говоров характерны формы pekol, ňesol.
11. Наличие специфических форм глагола прошедшего времени типа bul mi (литер. bol som), stala mi (литер. stala som) и т. п.
12. Окончания -omu, -oho у прилагательных, местоимений и числительных в формах родительного и дательного падежей единственного числа: mojomu, mojoho; jomu, joho; tomu, toho; dobromu, dobroho и т. п. Данное явление распространено также в Абове и юго-восточном Шарише. Для остальных восточнословацких говоров характерны окончания -emu, -eho: mojemu, mojeho; jemu, jeho; temu, teho; dobremu, dobreho и т. п.

Ф. Буффа отмечал некоторые особенности земплинских говоров на территории к югу от Требишова. В частности, наличие гласной /o/ в словах типа nož, stol, koň, stoj и т. п. в противоположность типичным для Земплина формам с гласной /u/: stul, kuň, stuj и т. п.